# Domenico Mariani
Domenico Kardinal Mariani (* 3. Juli 1863 in Posta; † 23. April 1939 in Rom) war Kurienkardinal.

## Leben
Er besuchte das Lyceum Angelo Mai in Rom und später das Päpstliche Römische Priesterseminar. Er empfing am 18. Dezember 1886 die Priesterweihe und war bis zum Jahr 1900 in der Seelsorge im Bistum Rom tätig. Er war Kanoniker der Petersbasilika bis 1917. Papst Benedikt XV. ernannte ihn am 30. September 1914 zum Geheimkämmerer Seiner Heiligkeit. Er diente als Sekretär der Kardinalskommission für die Verwaltung der Güter des Heiligen Stuhls seit dem Jahr 1917. Der Papst ernannte ihn am 26. Januar 1917 zum Hausprälaten Seiner Heiligkeit.
Papst Pius XI. nahm ihn am 16. Dezember 1935 als Kardinaldiakon mit der Titeldiakonie San Cesareo in Palatio in das Kardinalskollegium auf. Zwei Tage später wurde er zum Kardinalpräfekten der Verwaltung des Vermögens des Heiligen Stuhls ernannt. Er beteiligte sich am Konklave 1939, das Pius XII. wählte. Auf dem Friedhof Campo di Verano ist er begraben.